# Кривое (озеро, Амбарнское сельское поселение)
Кривое — пресноводное озеро на территории Плотинского сельского поселения Лоухского района Республики Карелии.

## Общие сведения
Площадь озера — 0,7 км². Располагается на высоте 63,2 метров над уровнем моря.
Форма озера лопастная, продолговатая: оно более чем на два километра вытянуто с севера на юг. Берега изрезанные, каменисто-песчаные, преимущественно возвышенные.
Кривое является истоком ручья без названия, впадающего в Сухую губу Белого моря в двух километрах к юго-западу от мыса Чёрный Камень.
В озере более десяти безымянных островов различной площади, однако их количество может варьироваться в зависимости от уровня воды.
Населённые пункты вблизи водоёма отсутствуют.
Код объекта в государственном водном реестре — 02020000711102000002774.